# Śmierć trawy
Śmierć trawy (ang. The Death of Grass) – powieść napisana w 1956 roku przez brytyjskiego pisarza Samuela Youda, posługującego się pseudonimem John Christopher. 
Powieść jest postapokaliptyczną wizją świata, w którym wirus atakuje wszystkie gatunki i odmiany traw (w tym wszystkie zboża) powodując głód na całym globie. Zmniejszające się uprawy oraz możliwości nakarmienia zarówno ludzi jak i zwierząt, powodują zamieszki i narastającą panikę wśród ludności. Rządy państw nie radzą sobie ze znalezieniem alternatyw dla malejącej żywności oraz zapanowaniem nad katastrofą.
Książka została zekranizowana w 1970 roku przez Cornela Wilda.